# Мезотерапія
Мезотерапія - це косметична процедура, яка передбачає введення в мезодерму (середній шар) шкіри спеціально розробленої суміші вітамінів, мінералів, ферментів, гормонів і ліків. Суміш призначена для розв'язання проблем шкіри та покращення якості шкіри.
Наприклад, якщо пацієнта турбують тонкі лінії та зморшки на шкірі, коктейль для мезотерапії може містити гіалуронову кислоту, вітаміни та антиоксиданти для покращення зволоження шкіри та стимуляції вироблення колагену. Якщо у пацієнта є целюліт, до складу коктейлю можуть входити компоненти для поліпшення кровообігу, розщеплення жирових відкладень і підтяжки шкіри.
Процедура зазвичай виконується серією кількох ін’єкцій за допомогою тонкої голки в уражену ділянку. Кількість необхідних сеансів залежить від проблеми зі шкірою та бажаного результату, але більшості пацієнтів для отримання оптимальних результатів потрібно кілька сеансів.
Мезотерапія - це малоінвазивна процедура з мінімальним часом відновлення, що робить його популярним варіантом для тих, хто прагне покращити свою шкіру без ризиків і часу на відновлення, пов’язаного з більш інвазивними процедурами. Однак, як і з будь-якою косметичною процедурою, важливо проконсультуватися з ліцензованим фахівцем для оцінки та обговорення потенційних ризиків і переваг. 

## Види мезотерапії
- Традиційна мезотерапія - передбачає введення в шкіру суміші вітамінів, мінералів та інших поживних речовин для покращення її зовнішнього вигляду.
- Ліполітична мезотерапія – використовується розчин, який діє на жирові клітини, щоб зменшити прояв целюліту та сприяти схудненню.
- Мезотерапія волосся - передбачає введення в шкіру голови суміші вітамінів, мінералів та інших речовин для сприяння росту волосся.
- Мезотерапія для омолодження шкіри – використовується комбінація вітамінів, антиоксидантів та інших речовин для покращення текстури шкіри та зменшення появи тонких ліній і зморшок.
- Мезотерапія артрозу - передбачає введення суміші речовин у суглоби для зменшення болю та запалення, пов’язаного з остеоартритом.
- Мезотерапія для знеболення – використовується комбінація знеболювальних речовин для лікування хронічного болю та зменшення запалення.